# Landschaftsschutzgebiet Siekbach (Lage)

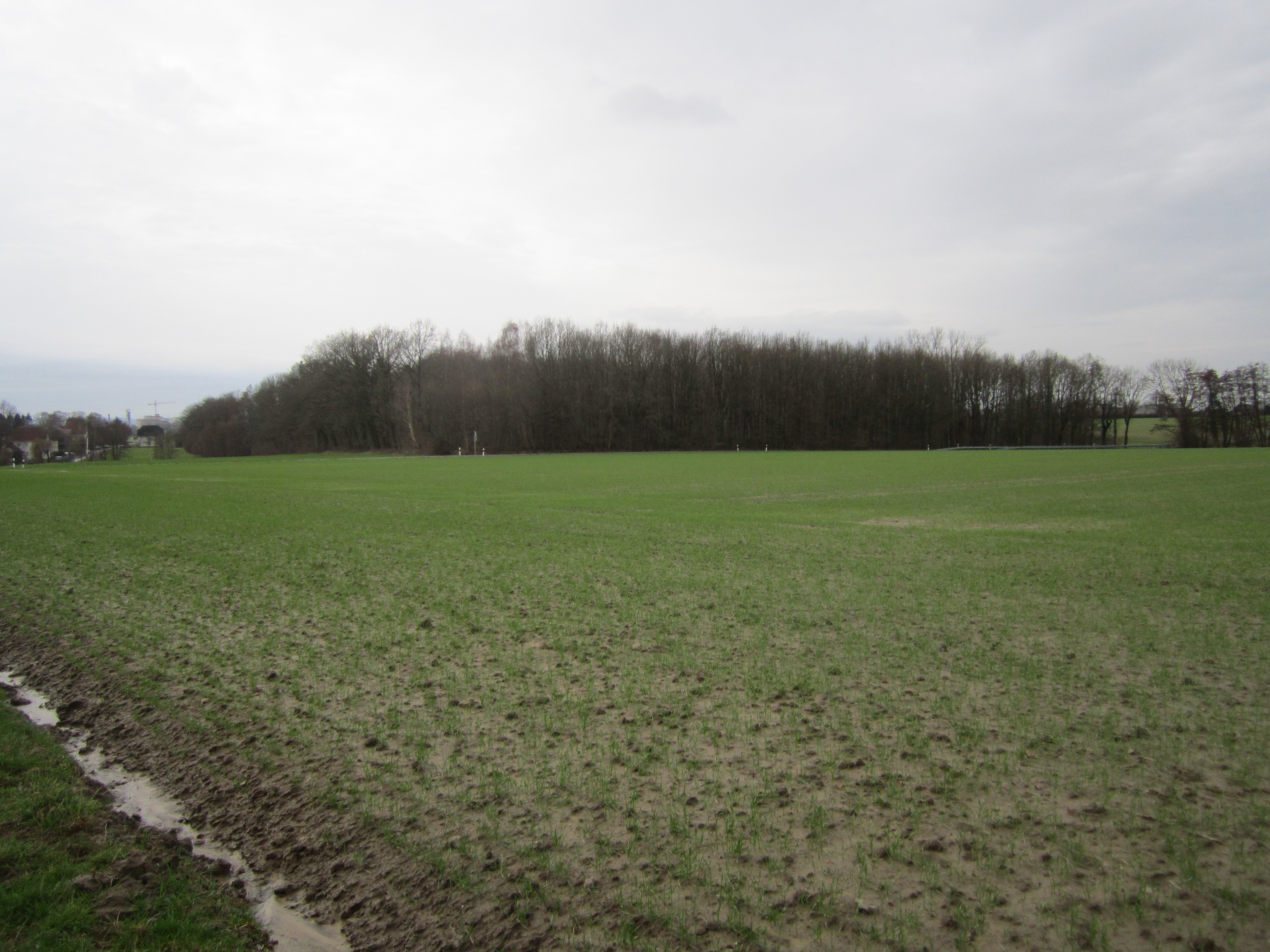
Landschaftsschutzgebiet Siekbach (Wald) von Südosten

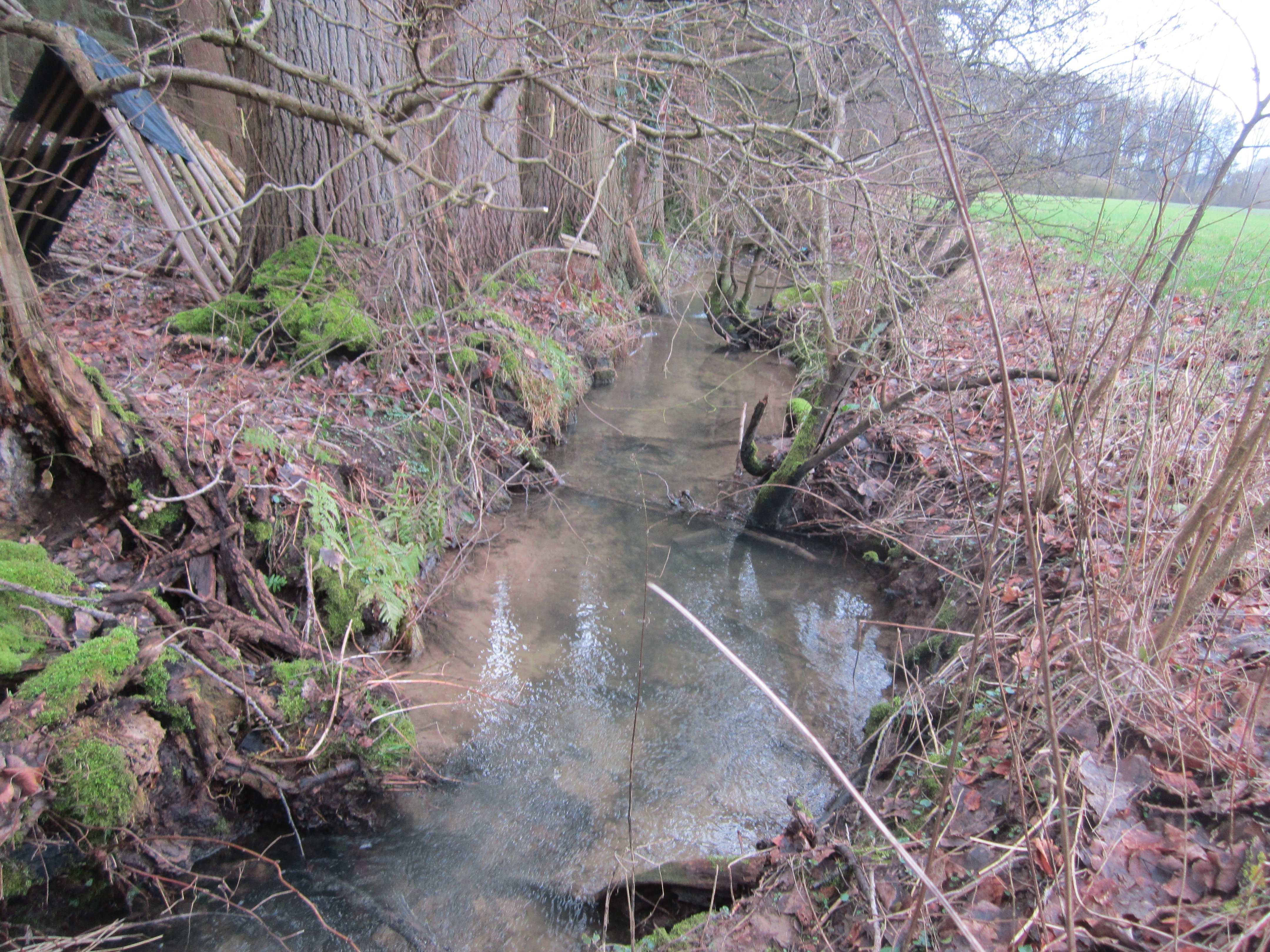
Siekbach

Das Landschaftsschutzgebiet Siekbach mit 14,11 ha Flächengröße liegt im Stadtgebiet Lage nördlich von Heiden. Es wurde 2006 mit dem Landschaftsplan Lage durch den Kreistag des Kreises Lippe als Landschaftsschutzgebiet (LSG) ausgewiesen. Das Naturschutzgebiet Oetternbach grenzt westlich direkt an. Östlich grenzt die Landstraße 936 an. Es grenzen meist Grünlandflächen an das LSG.

## Beschreibung
Das LSG umfasst die naturnahe Aue des von Osten nach Westen fließenden Siekbaches, einem Zufluss des Oetternbaches. Wobei der Siekbach am Nordrand des Schutzgebietes liegt. Im LSG liegt der mäandrierende unverbaute Bachlauf des Siekbaches mit uferbegleitendem Gehölzsaum, Auwaldresten und Grünland. Der Siekbach ist bis zu 1 m tief eingeschnitten. Das Bachbett besteht aus steinigem Substrat und weist Sandbänke auf. Von Süden kommend verlaufen zwei naturnah strukturierte, mäandrierende Bäche durch das LSG. An einer Stelle des Siekbaches steht ein Auwald, der bei LSG-Ausweisung mit Pappeln bestanden war. Der Wald im LSG ist unter schiedlich strukturiert. Bei LSG-Ausweisung lag eine Kahlschlagsfläche im Osten des Gebietes. Es gibt auch naturnahe Bereiche mit Findlingen und nicht bodenständige Aufforstungen mit Fichten, Lärchen und Tannen. Im LSG liegt ein Feldweg, der als Sackgasse im Schutzgebiet endet.
Der Landschaftsplan Lage führt zum Wert des LSG aus: „Der Siekbach ist wertvoll als Kern-, Refugial- und Vernetzungsbiotop für Lebensgemeinschaften der Feuchtgrünlandaue als Teil des landesweit bedeutsamen Biotopverbundes des Oetternbachtales.“

## Schutzzwecke für das LSG
Laut Landschaftsplan erfolgte die Ausweisung des LSG
- „zur Erhaltung und Wiederherstellung der Leistungsfähigkeit des Naturhaushaltes in ökologisch besonders wertvoll strukturierten Bereichen mit Wasser-, Klima- und Biotopschutzfunktionen,“
- „zur Erhaltung und Wiederherstellung von Quellbereichen und naturnahen Fließgewässern, Wald- und Grünlandbereichen unterschiedlicher Feuchtestufen, Feldgehölzen, Hecken und Obstwiesen,“
- „zur Erhaltung morphologisch ausgeprägter Bereiche zur Sicherung der landschaftlichen Eigenart und Vielfalt für die Erholung,“
- „zur Erhaltung wertvoller Biotopkomplexe aus Wald-Grünlandbereichen, Fließgewässern und Quellen sowie Biotopen nach § 62 LG mit wichtigen Refugial-, Puffer-, Trittstein- und Vernetzungsfunktionen,“
- „zur Erhaltung und Wiederherstellung wichtiger Rückzugsräume für die bedrohte Tier- und Pflanzenwelt,“
- „zur Sicherung der das Orts- und Landschaftsbild gliedernden und belebenden und die dörflichen Siedlungsstrukturen prägenden Freiraumelemente.“[1]

## Rechtliche Vorschriften
Im Landschaftsschutzgebiet ist unter anderem das Errichten von Bauten verboten. Grün- und Brachland darf nicht in eine andere Nutzungsart umzuwandeln oder umgebrochen werden.